# Misterij na regati
Misterij na regati (izdano 1939.) je zbirka devet kratkih priča Agathe Christie, u kojima sudjeluju Hercule Poirot, Miss Marple i Parker Pyne.
Priče:
1. Misterij na regati
2. Zagonetka španjolske škrinje
3. Kako raste vrt tvoj
4. Problem u Pollenskom zaljevu
5. Žuti iris
6. Gospođica Marple priča priču
7. San
8. Kroz staklo tmurno
9. Problem na moru

Ova zbirka kratkih priča do danas nije objavljena na području bivše Jugoslavije. 
Priče u kojima se pojavljuje Hercule Poirot ekranizirane su u TV seriji Poirot s Davidom Suchetom u glavnoj ulozi:
1. Zagonetka španjolske škrinje u trećoj sezoni (1991.)
2. Kako raste vrt tvoj u trećoj sezoni (1991.)
3. Žuti iris u petoj sezoni (1993.)
4. San u prvoj sezoni (1989.)
5. Problem na moru u prvoj sezoni (1989.)

## Radnja

### Zagonetka španjolske škrinje
U operi Poirotu priđe ledi Chatterton s tvrdnjom da njenoj prijateljici Marguerite Clayton život ugrožava ljubomorni suprug. Edward Clayton sumnjičav je u odnos svoje žene prema naočitom bojniku Richu. Na zabavi dolazi do gnusnog otkrića - u velikoj, ukrašenoj škrinji pronađeno je tijelo Edwarda Claytona. Je li bojnik kriv? Samo Poirot može otkriti istinu!

### Kako raste vrt tvoj
Postarija gđica Amelia Barrowby otrovana je u svom domu. Sumnja prvo pada na njenu družbenicu Katrinu. Poirot i Hastings upoznali su gđicu Barrowby ranije tog ljeta na sajmu cvijeća na kojem je po velikom detektivu nazvana nova ruža. Poirot odlazi u Amelijin dom, a novopronađeno zanimanje za vrtlarstvo isplati mu se kad u Amelijinoj cvjetnoj gredici primijeti nešto sumnjivo.

### Žuti iris
Hastings skreće Poirotu pozornost na otvaranje novog londonskog restorana koji nosi isto ime kao restoran koji je Poirot posjetio prije dvije godine u Buenos Airesu. Primivši poštom žuti iris, Poirot se opet sjetio tog putovanja. Iris, dama iz društva za večerom u Buenos Airesu ubijena je, a Poirot je grubo deportovan prije nego što je uspio istražiti ubojstvo. Je li tajanstveni cvijet poziv Poirotu da ponovno otvori istragu?

### San
Poirot prima poruku Benedicta Farleyja u kojoj bogati proizvođač mesnih pita hitno traži sastanak. Stari tajkun objašnjava da mu se ponavlja san u kom sam sebi oduzima život revolverom u knjižnici u podne. Pita Poirota je li čuo za to da žrtvu hipnozom navode da počini samoubojstvo, ali Poirot za takvo što ne zna. Kad Farleyja nađu mrtva s revolverom u ruci, Poirot je uvjeren da je riječ o umorstvu.

### Problem na moru
Krstareći Sredozemljem Poirot i njegovi suputnici nadomak su Aleksandriji. Pukovnik Clapperton, koji je izazvao simpatije kao žrtva svoje ohole žene, iskrcava se radi obilaska luke. Poziva ženu da mu se pridruži, ali svi, pa i Poirot, jasno čuju kako da ona otresito odbija. Na povratku na brod iste večeri doznaju da je gđa. Clapperton opljačkana i izbodena. Kapetan želi izbjeći skandal pa zamoli Poitota da istraži zločin.

## Poveznice
- Misterij na regati  Arhivirana inačica izvorne stranice od 14. srpnja 2014. (Wayback Machine) na Agatha-Christie.net, najvećoj domaćoj stranici obožavatelja Agathe Christie